# Beja
Beja este un oraș în Districtul Beja, Portugalia.

## Personalități născute aici
- Mariana Alcoforado (1640 - 1723), călugăriță, scriitoare.